# 10 om te zien
10 om te zien (ook vaak Tien om te zien of afgekort als TOTZ) is een muziekprogramma op de Vlaamse commerciële tv-zender VTM met Willy Sommers, Anne De Baetzelier, Laura Tesoro en Aaron Blommaert. Het programma liep oorspronkelijk van 1989 tot 2008, en werd na een kortstondige terugkeer in 2014 en 2021 weer opgepikt voor volledige zomerseizoenen sinds 2022.

## Concept
Bij het ontstaan was 10 om te zien een wekelijks muziekprogramma dat gebaseerd was op een hitlijst van Nederlandstalige nummers. Deze hitlijst werd samengesteld door de verkoop van 10 platenwinkels, verspreid over heel Vlaanderen. Welke platenwinkels dat waren, is tot op heden een goed bewaard geheim. Artiesten die met een nummer in de top 10 stonden, brachten het nummer in het programma. Dit principe bleef bewaard, alleen werd er later in de hitlijst ook rekening gehouden met in het Engels zingende Belgische artiesten, zoals onder andere Natalia, The Radio's of Sandrine.
In het programma was ook telkens een Vlaamse Supertip te zien: dit was een nummer dat veel kans maakte om de volgende week in de top 10 te belanden. Later werd dit format hernoemd naar Supertip.
In het begin traden vooral Vlaamse artiesten die in het Nederlands zongen op. Hoewel de hoofdzaak op Nederlandstalige muziek lag traden er in het eerste seizoen ook Belgische artiesten op die in het Engels zongen. Ook vanaf het prille begin werden internationale artiesten uitgenodigd, iets wat in de jaren erna bleef bestaan. In het eerste seizoen waren onder meer Kylie Minogue, Jason Donovan, Eddy Grant en David Hasselhoff te gast. Ook later werden internationale toppers uitgenodigd zoals Tina Turner, Backstreet Boys en de Spice Girls.
Van 2001 tot en met 2007 was er de 10 om te zien-trofee. De kijkers van het programma mochten gedurende het zomerseizoen voor hun favoriete zomernummer stemmen via sms. Aan het eind van de zomer kreeg de winnende artiest een trofee.
Muzieksamensteller was vanaf het begin Jos Van Oosterwyck, die voor zijn carrière bij 10 om te zien bij Studio Brussel werkte.

## Overzicht
| Jaargang | Aantal Afleveringen |
| -------- | ------------------- |
| 1989     | 47                  |
| 1990     | 51                  |
| 1991     | 52                  |
| 1992     | 53                  |
| 1993     | 51                  |
| 1994     | 50                  |
| 1995     | 51                  |
| 1996     | 52                  |
| 1997     | 53                  |
| 1998     | 51                  |
| 1999     | 27                  |
| 2000     | 7                   |
| 2001     | 8                   |
| 2002     | 8                   |
| 2003     | 8                   |
| 2004     | 8                   |
| 2005     | 10                  |
| 2006     | 8                   |
| 2007     | 9                   |
| 2008     | 8                   |
| 2021     | 1                   |
| 2022     | 8                   |
| 2023     | 5                   |
| 2024     | 7 (+ 1 special)     |
| 2025     | 7                   |

## Geschiedenis
De eerste uitzending van 10 om te zien kwam op de buis op donderdag 9 februari 1989 om 20:00 uur. Het programma werd geproduceerd door Jan Vanderstraeten (D&D Productions), die vanaf de eerste uitzending in 1989 tot eind 1996 instond voor de productie. Tot dat jaar werd het programma uitgezonden op donderdagavond in primetime. Omstreeks de beginperiode van het programma had de toenmalige BRT geen oog voor de Vlaamse schlager en levenslied.
Ontegensprekelijk had het programma een invloed op de populariteit van de Vlaamse zangers, zangeressen en bands uit deze twee genres. Zo doken deze artiesten, waaronder Willy Sommers en Danny Fabry opnieuw op in de hitlijsten. Will Tura was de eerste nummer één en bleef gedurende 13 weken op die positie met Mooi, 't leven is mooi. Ook werd een heel nieuwe generatie zangers en groepen dankzij 10 om te zien gelanceerd: Clouseau werd na Tura nummer één met Anne, maar ook groepen als Get Ready, de eerste stappen van Axelle Red en Helmut Lotti werden op het TOTZ-podium gezet. Ook internationale sterren stonden op het 10 om te zien-podium, zo onder meer Tom Jones, Tina Turner en Cliff Richard.
Het programma werd in 1989 opgenomen in het Globe Show Center in Denderleeuw. Vanaf januari 1990 gebeurden de opnamen in Studio Manhattan in Leuven. Tijdens de zomer van 1989 ging 10 om te zien op tournee. Eerst naar Bellewaerde, dan Bobbejaanland, dan naar de Zeedijk van Blankenberge en ten slotte naar de Grote Markt in Sint-Niklaas. Vanaf 1990 werd de zeedijk van Blankenberge de jaarlijkse, zomerse stek van het programma.
10 om te zien was een van de meest succesrijke programma's in de eerste zes jaar van VTM met een gemiddeld wekelijks kijkcijfer van 1.300.000 kijkers. Toen het programma tijdens de zomermaanden van 1989 op tournee ging, eerst naar Bobbejaanland en vervolgens naar Blankenberge, waren de superlatieven niet uit de lucht. In Blankenberge moest het rampenplan worden ingesteld omdat meer dan 40 000 mensen naar de kustplaats waren gereisd om de opnamen live mee te maken. Toen 10 om te zien in januari 1990 geprogrammeerd werd in het Sportpaleis (Antwerpen) was er na enkele dagen geen kaartje meer te krijgen want het was uitverkocht. 17.000 mensen vulden het Antwerpse Sportpaleis. Maar ook de wekelijkse opnamen in het Globe Show Center in Denderleeuw en later in de Manhattan in Leuven konden rekenen op grote belangstelling. 10 om te zien moest niet op zoek gaan naar publiek, maar moest geregeld publiek weigeren uit veiligheidsoverwegingen.
Toen VTM besliste om het programma vanaf 1997 te verplaatsen naar een andere plaats in het programmaschema daalden de kijkcijfers. Het programma zou nooit meer de glorie van voorheen evenaren. Na twee seizoenen vanuit de VTS-studio in Londerzeel in 1998 en 1999 zond VTM het programma enkel uit in juli en augustus. Sinds deze beslissing trok het programma weer meer kijkers en werd het op jaarbasis een van de meest bekeken programma's van VTM. In 2003 werd het programma uitzonderlijk opnieuw in de winter uitgezonden. Toen werd het programma opgenomen in Antwerpen.
Er ontstond grote commotie in 2005 toen Willy Sommers ontslagen werd als presentator. De echte reden is nooit gekend, maar men vermoedt dat VTM Willy te oud zou gevonden hebben. Sindsdien was Anne De Baetzelier de hoofdpresentatrice en verzorgde Elke Vanelderen interviews backstage. De programmanaam werd sinds 2005 afgekort tot het hippere TOTZ.
In 2009 werd het programma na 20 seizoenen stopgezet en opgevolgd door Hit the Road, dat er na één seizoen ook mee ophield. Tussen september 2010 en december 2011 zond VTM nog het gelijkaardige Annes Vlaamse 10 uit, gepresenteerd door Tess Goossens.

### 25 jaar VTM
Voor de viering van 25 jaar VTM mocht het programma in de zomer van 2014 even terugkeren als Tien om tegen de sterren op te zien, in het kader van het destijds populaire komisch televisieprogramma Tegen de Sterren op. Er waren twee opnamen in twee verschillende kustgemeenten: op 11 augustus in Blankenberge en op 20 augustus in Nieuwpoort. Beide afleveringen werden gepresenteerd door Willy Sommers en Nathalie Meskens die Anne imiteert. De twee speciale afleveringen werden vervolgens op 22 en 29 augustus uitgezonden op VTM. De kijkcijfers haalden op beide afleveringen bijna een marktaandeel van 40%.

### Revival
In de zomer van 2021 werd op VTM het programma "Tien om te Zien: de zomer van 199X" uitgezonden. Daarin werden de hoogtepunten uit elk zomerseizoen geselecteerd en voorzien van commentaar door de betreffende presentatoren, artiesten en bekende Vlamingen.
Op 12 juli 2021 gaf VTM mee dat er eenmalig een nieuwe live-aflevering werd gemaakt, ditmaal vanuit Middelkerke. Het presentatieduo Willy Sommers en Anne De Baetzelier werd opnieuw ingeschakeld en aangevuld door Laura Tesoro en Aaron Blommaert. De aflevering werd opgenomen op woensdag 25 augustus 2021 op het Epernayplein in Middelkerke en uitgezonden op VTM op woensdag 1 september 2021. Om de opnames van deze aflevering bij te wonen, werden er uit 60.000 inschrijvingen 5.000 personen geloot. De uitzending haalde een kijkcijfer van 714.089 kijkers.
Na het enorme succes van deze eenmalige comeback werd er op 21 januari 2022 bekendgemaakt dat er een nieuw, volledig seizoen komt van 8 afleveringen van 10 om te zien. Voor deze afleveringen verhuist 10 om te zien opnieuw, deze keer van Middelkerke naar Westende na verbouwingswerken op de locatie van 2021.

#### Optredende artiesten
- Clouseau, Bazart, Bart Kaëll, 2 Fabiola, Mama's Jasje, Get Ready!, Camille, Metejoor & Emma Heesters, Regi & Niels Destadsbader, Helmut Lotti, Belle Perez, Erik & Sanne, Luc Steeno, Soulsister, Sam Gooris, Christoff, André Hazes, Suzan & Freek, Grace, Kathleen Aerts, Willy Sommers, Laura Tesoro & Loïc Nottet

## Presentatoren
Doorheen de jaren heeft 10 om te zien verschillende presentatoren gehad:
- Willy Sommers (1989-2004, 2014, 2021-heden)
- Bea Van der Maat (1989-1992, 1994)
- Yasmine (1992, 1996)
- Anne De Baetzelier (1990, 1992-1998, 2000-2008, 2021-heden)
- Elke Vanelderen (2005-2008)
- Nathalie Meskens (2014)
- Laura Tesoro (2021-heden)
- Aaron Blommaert (2021-heden)

|                    | 198. | 199. | 199. | 199. | 199. | 199. | 199. | 199. | 199. | 199. | 199. | 200. | 200. | 200. | 200. | 200. | 200. | 200. | 200. | 200. | 201. | 202. | 202. | 202. | 202. | 202. |
| Presentatoren      | 9    | 0    | 1    | 2    | 3    | 4    | 5    | 6    | 7    | 8    | 9    | 0    | 1    | 2    | 3    | 4    | 5    | 6    | 7    | 8    | 4    | 1    | 2    | 3    | 4    | 5    |
| ------------------ | ---- | ---- | ---- | ---- | ---- | ---- | ---- | ---- | ---- | ---- | ---- | ---- | ---- | ---- | ---- | ---- | ---- | ---- | ---- | ---- | ---- | ---- | ---- | ---- | ---- | ---- |
| Willy Sommers      |      |      |      |      |      |      |      |      |      |      |      |      |      |      |      |      |      |      |      |      |      |      |      |      |      |      |
| Bea Van der Maat   |      |      |      |      |      |      |      |      |      |      |      |      |      |      |      |      |      |      |      |      |      |      |      |      |      |      |
| Anne De Baetzelier |      |      |      |      |      |      |      |      |      |      |      |      |      |      |      |      |      |      |      |      |      |      |      |      |      |      |
| Yasmine            |      |      |      |      |      |      |      |      |      |      |      |      |      |      |      |      |      |      |      |      |      |      |      |      |      |      |
| Elke Vanelderen    |      |      |      |      |      |      |      |      |      |      |      |      |      |      |      |      |      |      |      |      |      |      |      |      |      |      |
| Nathalie Meskens   |      |      |      |      |      |      |      |      |      |      |      |      |      |      |      |      |      |      |      |      |      |      |      |      |      |      |
| Laura Tesoro       |      |      |      |      |      |      |      |      |      |      |      |      |      |      |      |      |      |      |      |      |      |      |      |      |      |      |
| Aaron Blommaert    |      |      |      |      |      |      |      |      |      |      |      |      |      |      |      |      |      |      |      |      |      |      |      |      |      |      |

## Locaties
- Globe Show Center, Denderleeuw (1989)
- Bellewaerde Park (1989)
- Bobbejaanland (1989)
- Grote Markt, Sint-Niklaas (1989)
- King Beach & Vuurtorenplein, Blankenberge (1989-2008, 2014)
- Studio Manhattan, Leuven (1990-1998)
- VTS-studio, Londerzeel (1998-1999)
- Zuiderterras, Antwerpen (2003)
- Zeedijk, Nieuwpoort (2014)
- Epernayplein, Middelkerke (2021)
- Zeedijk, Westende (2022-2025)

## Winnaars Tien om te Zien-trofee
- 2001: K3 met Tele-Romeo
- 2002: K3 met Feest
- 2003 - zomertrofee: Natalia met Without you
- 2003 - wintertrofee: Natalia met I've only begun to fight
- 2004: Natalia met Risin
- 2005: Belle Pérez met Que viva la vida (Chiquitan)
- 2006: Laura Lynn met Jij bent de mooiste
- 2007: Stan Van Samang met Scars

## Tien om te zien (2022-heden)

### Overzicht 2022
Na het succes van de eenmalige comeback in 2021 werd er bekendgemaakt dat er een nieuw, volledig seizoen kwam van 8 afleveringen van 10 om te zien. Voor deze afleveringen verhuist 10 om te zien opnieuw, deze keer van Middelkerke naar Westende.
| Afl. | Datum             | Kijkcijfers | Optredende artiesten | Optredende artiesten | Optredende artiesten | Optredende artiesten | Optredende artiesten | Optredende artiesten | Optredende artiesten | Optredende artiesten              | Optredende artiesten | Optredende artiesten | Optredende artiesten | Optredende artiesten | Optredende artiesten | Optredende artiesten | Nr. 1             |
| ---- | ----------------- | ----------- | -------------------- | -------------------- | -------------------- | -------------------- | -------------------- | -------------------- | -------------------- | --------------------------------- | -------------------- | -------------------- | -------------------- | -------------------- | -------------------- | -------------------- | ----------------- |
| 1    | 31 juli 2022      | 590.596     | Belle Pérez          | Jérémie Makiese      | Camille              | Pommelien Thijs      | Bart Kaëll           | VandaVanda           | Regi & Emma Heesters | Niels Destadsbader & Miguel Wiels | Sam Gooris           | Berre                | 2 Fabiola            | Metejoor & Snelle    |                      |                      | Metejoor & Snelle |
| 2    | 7 augustus 2022   | 462.963     | Get Ready!           | K3                   | Niels Destadsbader   | Pommelien Thijs      | Bart Kaëll           | Olivia & Paul Sinha  | Bobby                | Christoff                         | Wendy Van Wanten     | Berre                | K.I.A.               | Metejoor & Snelle    | Luc Steeno           | Jo Vally             | Metejoor & Snelle |
| 3    | 14 augustus 2022  | 474.262     | Sergio & Sam Gooris  | Kabouter Plop        | Camille              | Pommelien Thijs      | Pauline              | Danzel               | Willy Sommers        | Christoff                         | Opium                | Sabien Tiels         | 2 Fabiola            | Metejoor & Snelle    |                      |                      | Pommelien Thijs   |
| 4    | 21 augustus 2022  | 405.074     | Margriet Hermans     | De Kreuners          | Camille              | Pommelien Thijs      | Pauline              | Kalush Orchestra     | Bobby                | Niels Destadsbader                | Stan Van Samang      | Petra                | Sylver               | Cleymans & Van Geel  |                      |                      | Camille           |
| 5    | 28 augustus 2022  | 419.953     | Kate Ryan            | Liliane Saint-Pierre | Camille              | Pommelien Thijs      | Pauline              | Olivia & Paul Sinha  | The Starlings        | Gala                              | Stan Van Samang      | Berre                | Andy                 |                      |                      |                      | Pommelien Thijs   |
| 6    | 4 september 2022  | 411.827     | Tinne Oltmans        | #LikeMe              | Camille              | Pommelien Thijs      | Pauline              | Pieter Cooreman      | Lisa del Bo          | Christoff                         | Stan Van Samang      | Margriet Hermans     | Duncan Laurence      | De Romeo's           | Good Shape           |                      | Pommelien Thijs   |
| 7    | 11 september 2022 | 314.270     | Get Ready!           | K3                   | Camille              | Toast                | Pauline              | MSKNS                | MEAU                 | Gene Thomas                       | Stan Van Samang      | Margriet Hermans     | Dana Winner          | Vergeet Barbara      |                      |                      | Pauline           |
| 8    | 18 september 2022 | 463.322     | Clouseau             | Sam Ryder            | Blue                 | Pommelien Thijs      | Pauline              | Sha-Na               | Metejoor             | Niels Destadsbader                | Berre                | Margriet Hermans     | Wim Soutaer          |                      |                      |                      | Pauline           |

### Overzicht 2023
Na het succes van de editie van 2022 keerde 10 om te zien terug in 2023. In de zomermaanden juli en augustus traden onder meer Pommelien Thijs, Clouseau, M-Kids, Camille, Leopold 3, Isabelle A, Ruslana, Álvaro Soler en André Hazes op.
| Afl. | Datum            | Kijkcijfers | Optredende artiesten | Optredende artiesten                       | Optredende artiesten | Optredende artiesten | Optredende artiesten | Optredende artiesten  | Optredende artiesten | Optredende artiesten | Optredende artiesten      | Optredende artiesten                    | Optredende artiesten | Optredende artiesten | Optredende artiesten | Optredende artiesten | Optredende artiesten | Optredende artiesten | Nr. 1           |
| ---- | ---------------- | ----------- | -------------------- | ------------------------------------------ | -------------------- | -------------------- | -------------------- | --------------------- | -------------------- | -------------------- | ------------------------- | --------------------------------------- | -------------------- | -------------------- | -------------------- | -------------------- | -------------------- | -------------------- | --------------- |
| 1    | 28 juli 2023     | 638.252     | Erik Goossens        | André Hazes jr.                            | Camille              | Pommelien Thijs      | Francisco Schuster   | Metejoor & Hannah Mae | Berre                | Gustaph              | Marco Schuitmaker         | Arno Glorie (zoon Bart Van den Bossche) | Regi & Maxine        | Natalia              | Maksim               | Christoff            | Helmut Lotti         | M-Kids               | Pommelien Thijs |
| 2    | 4 augustus 2023  | 694.693     | Bazart & Guusje      | Bart Kaëll                                 | Camille              | Pommelien Thijs      | Viktor & Kobe        | Metejoor              | Isabelle A           | Mama's Jasje         | Danny Fabry               | Niels Destadsbader & Kenny B            | Willy William        | Jaap Reesema         | Aaron Blommaert      | Evi Goffin           | Hugo                 |                      | Camille         |
| 3    | 11 augustus 2023 | 667.005     | Bazart & Guusje      | Bart Kaëll & Dorothee Vegas & Like Maarten | Cleymans & Van Geel  | Pommelien Thijs      | Loredana             | Laura Tesoro          | Paradisio            | DJ Licious           | Sasha & Davy & De Romeo's | Niels Destadsbader & Kenny B            | Regi & Maxine        | Natalia              | Aaron Blommaert      | The Dinky Toys       | LEEZ                 |                      | Pommelien Thijs |
| 4    | 18 augustus 2023 | 543.808     | Ruslana              | Bart Kaëll                                 | Camille              | Pommelien Thijs      | Francisco Schuster   | Metejoor              | Berre                | Garry Hagger         | Willy Sommers             | Mentissa                                | Lissa Lewis          | Flemming             | Leopold 3            | Superdiesel          | Stan Van Samang      |                      | Pommelien Thijs |
| 5    | 25 augustus 2023 | 567.697     | Bazart & Guusje      | Bart Kaëll                                 | Camille              | Pommelien Thijs      | Francisco Schuster   | Clouseau              | Isabelle A           | Gustaph              | Def Dames Dope            | Álvaro Soler                            | Regi & Maxine        | K3                   | Margriet Hermans     | Pauline              | Stan Van Samang      | Hugo                 | Pommelien Thijs |

### Overzicht 2024
| Afl. | Uitzenddatum     | Kijkcijfers | Optredende artiesten | Optredende artiesten        | Optredende artiesten | Optredende artiesten | Optredende artiesten | Optredende artiesten        | Optredende artiesten | Optredende artiesten | Optredende artiesten         | Optredende artiesten | Optredende artiesten | Optredende artiesten | Optredende artiesten             | Optredende artiesten | Optredende artiesten | Optredende artiesten | Optredende artiesten | Optredende artiesten | Nr. 1               |
| ---- | ---------------- | ----------- | -------------------- | --------------------------- | -------------------- | -------------------- | -------------------- | --------------------------- | -------------------- | -------------------- | ---------------------------- | -------------------- | -------------------- | -------------------- | -------------------------------- | -------------------- | -------------------- | -------------------- | -------------------- | -------------------- | ------------------- |
| 1    | 21 juli 2024     | 457.964     | Metejoor             | Mustii                      | Belle Pérez          | Berre                | Maksim & Hannah Mae  | Regi & Arno                 | Bart Kaëll           | Camille              | Omdat Het Kan & Average Rob  | The Starlings        | Frans Bauer          | Suzan & Freek        | Wendy Van Wanten & Willy Sommers | Francisco            | Sandra Kim           | Sam Gooris           |                      |                      | Maksim & Hannah Mae |
| 2    | 28 juli 2024     | 405.554     | Metejoor             | Gert Verhulst & James Cooke | Laura Tesoro         | Berre                | Maksim & Hannah Mae  | Pauline                     | Abel                 | IIII                 | Judith                       | The Starlings        | Marco Schuitmaker    | Ian Thomas           | Pommelien Thijs                  | Helmut Lotti         | Gers Pardoel         | De Romeo's           |                      |                      | Maksim & Hannah Mae |
| 3    | 4 augustus 2024  | 346.855     | Metejoor             | K3                          | Aaron Blommaert      | Liam                 | Belle Pérez          | Pauline                     | Camille              | IIII                 | Tourist LeMC                 | Gene Thomas          | Laura Lynn           | Ian Thomas           | 2 Fabiola                        | Dean                 | Gers Pardoel         | Regi & Arno          | Luc Steeno           | Tina Bride           | Metejoor            |
| 4    | 11 augustus 2024 | 344.373     | Jessy                | Grace                       | Aaron Blommaert      | Bart Kaëll           | Berre                | Luca Lawrence               | Camille              | IIII                 | Sam Gooris                   | Marti Pellow         | Laura Lynn           | Stan Van Samang      | 2 Fabiola                        | Dean                 | Christoff            |                      |                      |                      | Maksim & Hannah Mae |
| 5    | 18 augustus 2024 | 467.419     | Metejoor             | The Starlings               | Aaron Blommaert      | Grace                | Hugo                 | Garry Hagger                | Sam Gooris           | IIII                 | Laura Lynn                   | Christophe Verholle  | Sylver               | Phil Kevin           | Tien Om Te Zien, de Musical      | Dean                 | Katerine             | Clouseau             |                      |                      | Aaron Blommaert     |
| 6    | 25 augustus 2024 | 511.393     | LEEZ                 | Camille                     | Aaron Blommaert      | Willy Sommers        | Sunny Side Up        | Regi & Arno                 | Jo Vally             | IIII                 | Gustaph                      | Christophe Verholle  | Get Ready!           | Jelle Van Dael       | Glennis Grace                    | Mega Mindy           |                      |                      |                      |                      | Maksim & Hannah Mae |
| 7    | 1 september 2024 | 373.843     | Berre                | Milo                        | Aaron Blommaert      | Willy Sommers        | K3                   | Omdat Het Kan & Average Rob | Cleymans & Van Geel  | Jacques Vermeire     | André Hazes & Mart Hoogkamer | X-Session            | Maksim & Hannah Mae  | Tijs Vanneste        | Günther Neefs                    | Metejoor             |                      |                      |                      |                      | Maksim & Hannah Mae |

### Overzicht 2025
Vanaf dit seizoen valt de wekelijkse hitparade weg en bepaalt het aanwezige publiek mee welke artiesten terugkomen in de laatste aflevering van het seizoen. Elke aflevering wordt ook afgesloten met een miniconcert, waarbij een artiest nog drie nummers brengt.
| Afl. | Uitzenddatum     | Kijkcijfers | Optredende artiesten        | Optredende artiesten        | Optredende artiesten  | Optredende artiesten | Optredende artiesten       | Optredende artiesten | Optredende artiesten | Optredende artiesten        | Optredende artiesten | Optredende artiesten | Optredende artiesten | Optredende artiesten | Optredende artiesten | Miniconcert    |
| ---- | ---------------- | ----------- | --------------------------- | --------------------------- | --------------------- | -------------------- | -------------------------- | -------------------- | -------------------- | --------------------------- | -------------------- | -------------------- | -------------------- | -------------------- | -------------------- | -------------- |
| 1    | 18 juli 2025     | 358.381     | Pommelien Thijs             | K3                          | Red Sebastian         | Maksim               | Laura Tesoro & Anna Winkin | De Romeo's           | LEEZ                 | Metejoor & Luna             | DJ Licious           | Francisco            | Barbara Dex          | Bart Kaëll           | Judith               | Metejoor       |
| 2    | 25 juli 2025     | 343.788     | Luc Steeno                  | Gert Verhulst & James Cooke | Red Sebastian         | Camille              | Laura Tesoro               | IIII                 | Belle Perez          | Metejoor & Luna             | Regi & Teddy Bee     | Berre                | Jelle Van Dael       | Jan Smit             | Laura Lynn           | Camille        |
| 3    | 1 augustus 2025  | 409.630     | Christoff                   | Gustaph                     | Mama's Jasje          | Camille              | Laura Tesoro               | 5NAPBACK & Holliz    | Aaron Blommaert      | Metejoor & Luna             | DJ Licious           | Francisco            | Barbara Dex          |                      |                      | Bart Kaëll     |
| 4    | 8 augustus 2025  | 408.732     | Pommelien Thijs             | K3                          | Red Sebastian         | Berre                | Willy Sommers              | IIII                 | Aaron Blommaert      | Gert Verhulst & James Cooke | Regi & Teddy Bee     | Francisco            | Jelle Cleymans       | Bart Kaëll           | Snelle               | Natalia        |
| 5    | 15 augustus 2025 |             | #LikeMe                     | K3                          | Guus Meeuwis & Maksim | Berre                | Sam Gooris                 | Metejoor & Luna      | Belle Perez          | Laura Tesoro                | DJ Licious           | Udo & Pur Sang       |                      |                      |                      | K3             |
| 6    | 22 augustus 2025 |             | Jaap Reesema & Line De Dauw | Flemming & Russo            | Guus Meeuwis & Maksim | Camille              | Sam Gooris                 | Metejoor & Luna      | Aaron Blommaert      |                             |                      |                      |                      |                      |                      | Maksim         |
| 7    | 29 augustus 2025 |             | Pommelien Thijs             | K3                          | Guus Meeuwis & Maksim | Camille              | Laura Tesoro               | Metejoor & Luna      | Aaron Blommaert      | Gert Verhulst & James Cooke |                      | Francisco            |                      |                      |                      | Regi & Friends |

1. ↑   In deze aflevering komen de tien beste artiesten van het seizoen terug. Het publiek stemde hierop in de vorige afleveringen: De Top Tien om te zien.